# Expert Field Medical Badge
Der Expert Field Medical Badge (EFMB) ist ein Abzeichen der United States Army, das seit 1965 verliehen wird.

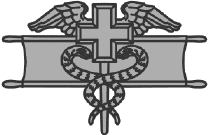
Abzeichen

Das Abzeichen wird an medizinisches Personal der US-Armee Streitkräfte verliehen, wenn sie erfolgreich ein militärisches und medizinisches Testprogramm durchlaufen haben. Das Abzeichen wird nach Ablegen einer Prüfung auch an Angehörige befreundeter Streitkräfte verliehen.
Zum EFMB entsprechende Auszeichnung für aktiv im Krieg eingesetztes medizinisches Personal ist der „Combat Medical Badge“, während mit der „Expert Infantryman Badge“ Infanterietruppen im nichtmedizinischen Bereich ausgezeichnet werden.
Mit einer Erfolgsquote von 15,3 % (2008) ist der „Expert Field Medical Badge“ eines der am schwersten zu erlangenden und prestigereichsten Abzeichen der US Army.

## Prüfungen

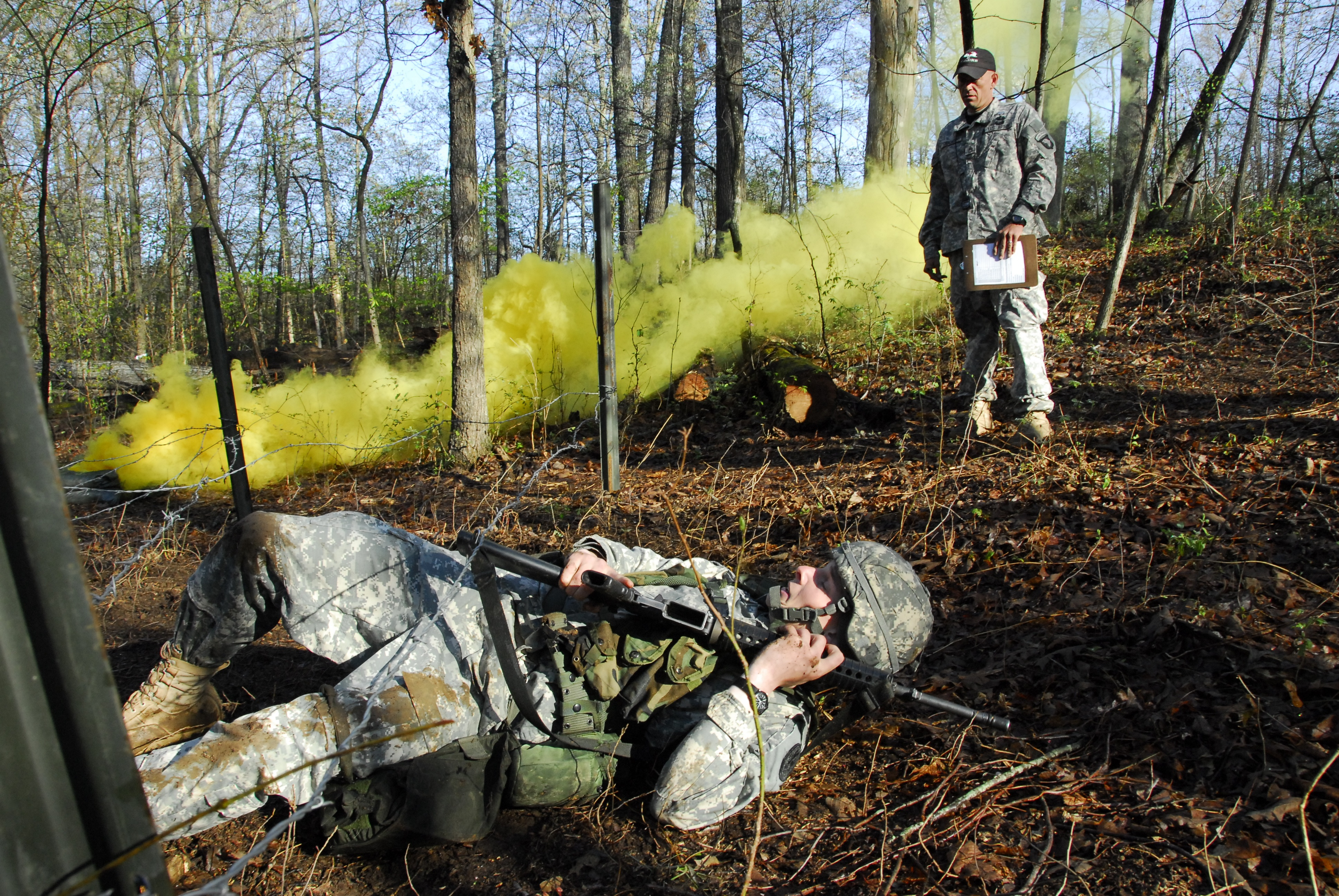
Training für die Prüfung

Um den EFMB zu erlangen, müssen seit 2008 folgende Leistungen erbracht werden:
1. Schriftlicher Test: 60 Multiple-Choice-Fragen, von denen mindestens 75 % richtig beantwortet werden müssen
2. Army Physical Fitness Test
3. Prüfung am Gewehr M16 oder M4: Nachweis der Standard-Qualifikation in den letzten zwölf Monaten
4. Orientierungsmarsch bei Tag und bei Nacht
5. Marsch: 12 Meilen (entspricht 19,3 km) mit militärischer Kampfausrüstung, Gepäck und Waffe in höchstens drei Stunden
6. Nachweis eines Zertifikats in Herz-Lungen-Wiederbelebung
7. Erfolgreiches Abschließen von zwölf „Tactical Combat Casualty Care Tasks“, inklusive:
8. Triage auf dem Gefechtsfeld
9. Anwenden blutstillender Maßnahmen (z. B. eines Tourniquets)
10. Anlegen von intravenösen Infusionen
11. Behandeln offener Bauchwunden
12. Verwundete aus Fahrzeugen evakuieren
13. Verwundete in Transportfahrzeuge laden (z. B. Hubschrauber, Krankentransportwagen)
14. Erfolgreiches Abschließen von zehn „Warrior Skills Tasks“, inklusive:
15. Anlegen von ABC-Schutzkleidung
16. Selbstdekontamination
17. Behebung von Störungen, Zerlegen und Zusammensetzen am Gewehr M16 oder M4
18. Hindernisse überwinden
19. Reaktion auf direktes Feindfeuer
20. Erfolgreiches Abschließen von fünf „Communications Tasks“, inklusive:
21. Zusammensetzen und Inbetriebnehmen von Funkgeräten und Verschlüsselungsgeräten
22. Übermitteln einer MedEvac-Anforderung, einer ABC-Bedrohungsmeldung sowie einer Kampfmittelmeldung